# Gheorghe Aurelian Rădulescu
Gheorghe Aurelian Rădulescu (n. 23 martie 1907, Călărași – d. 2002) a fost un inginer chimist român, membru de onoare al Academiei Române din 1992, specialist în domeniul prelucrării petrolului și petrochimiei, care și-a desfășurat o parte din vasta activitate la ICERP Ploiești, Departamentul uleiuri lubrifiante.
Gheorghe A. Rădulescu a urmat studiile universitare la Strasbourg, în Franța, unde în anul 1929 a obținut diploma de inginer chimist, diplomă recunoscută abia în anul 1938, după întoarcerea în țară. În anul 1931 a obținut diploma de absolvire de la École nationale supérieure du pétrole et des combustibles liquides de la Strasbourg și titlul de doctor în științe prin susținerea unei teze publicate în Imprimerie Nationale, Paris, 1937.
Între anii 1963 și 1973 a fost director științific al Institutului Petrochim, iar între anii 1973 și 1983, a fost cercetător științific principal și consilier științific al ICERP.
În anul 1963 i-a fost acordat titlul de doctor docent, iar în anul 1992, ca recunoaștere a întregii sale activități, a devenit membru de onoare al Academiei Române.

## Publicații
Dintre publicațiile lui Gh. A. Rădulescu se numără peste 100 de articole, cărți și brevete de invenție, amintim pe cele apărute în “Academie des Sciences” din Paris, la Editura științifică și Enciclopedică, la Editura Academiei și care includ: o monografie a țițeiurilor românești, singura existentă, precum și date despre tehnologia uleiurilor lubrifiante, cărți de importanță majoră în formarea specialiștilor de ieri și de azi în acest domeniu.

## Volume publicate
Autor:
- Gheorghe A. Rădulescu: Proprietățile țițeiurilor românești, Editura Academiei Republicii Socialiste România, 1974

Coautor:
- Prof. dr. doc. ing. Călin Adrian Vasilescu, dr. ing. Simion Faur, prof. dr. doc. ing. Victor Pimsner, dr. doc. ing. Gheorghe A. Rădulescu: Corelațiile dintre combustibilul lichid și motorul cu ardere internă, Editura Academiei Republicii Socialiste România, București, 1972
- Dr.doc.ing. Gheorghe A. Rădulescu, dr.ing. Mary Ilea: Fizico-chimia și tehnologia uleiurilor lubrefiante, Editura Tehnică, București, 1982